# أهل القصر
أهل القصر هي بلدية من بلديات دائرة بشلول ولاية البويرة، بلغ عدد سكانها في 2008 حوالي14000 نسمة.
وهي تعتبر من البلديات السائرة في طريق النمو والتي هي في طريق التحضر بفضل المشاريع التنموية الحاصلة سنة 2009 و المعلن انتهاءها في 5 جويلية 2009
لها حوالي 12 قرية مثل بومنازل - أشير - تيليواة - وطوف - تلامين - إغزر كلغوم - إغيل أمحلة - ملاوة - إحرقان - تيزة - برودة - تيقميت -
لها طابع فلاحي بحيث معظم سكانها هم فلاحون -
قطاع التربية : ثانوية محمد بوضياف - أهل القصر تحتصن حوالي 800 تلميذ - نظام نصف داخلي .
متوسطتين : متوسطة أحمد مديني ب 1200 تلميذ ومتوسطة بودراف عاشور ب 400 تلميذ.

## مواضيع ذات صلة
- بلديات ولاية البويرة
- دوائر ولاية البويرة

## وصلات خارجية
- لزيارة بلدية اهل القصر